# Kampflied
Als Kampflied bezeichnet man Lieder herausfordernd selbstbewussten oder hymnenartigen Charakters, die in konflikthaften Situationen von organisierten Kollektiven und Massen zur Einschüchterung des Gegners und zur Stärkung der eigenen Identität Verwendung finden.

## Funktion
Kampflieder wurden und werden in Auseinandersetzungen verschiedener Nationen bzw. Staaten, Klassen, ethnischen Gruppierungen, politischen Parteien, Bürgerrechtsbewegungen, Religionen bei Massenveranstaltungen meist unisono im Chor gesungen. Sie wurden oft in historischen Zusammenhängen eigens komponiert, vielfach aber, wie dies bei Volksliedern auch sonst beobachtbar ist, unter Verwendung gängiger Hymnen und Lieder für bestimmte Ereignisse umgestaltet. Dabei dienen sie nicht nur der Demonstration der eigenen Stärke gegenüber dem Gegner, sondern vor allem der Identifikation mit der eigenen Gruppierung und der Bekräftigung der eigenen Zuversicht. Dem Komponisten Hanns Eisler ging es etwa bei vielen seiner Kampflieder darum, „Methoden zu finden auch den Sänger selbst nicht nur als Interpreten zu betrachten, sondern ihn zu revolutionieren“ und „daß es falsch wäre, ein Kampflied nur anzuhören.“
Dass ein einmal bekanntes Kampflied in ganz verschiedenen geschichtlichen Zusammenhängen, sogar von gegensätzlichen politischen Richtungen gleichermaßen verwendet werden kann, zeigt sich am Beispiel des Andreas-Hofer-Liedes. Das in der ersten Hälfte des 19. Jahrhunderts entstandene Lied über das tragische Ende des Anführers der Tiroler Freiheitskämpfe, Andreas Hofer im Jahre 1810 in Mantua wurde vielfach umgetextet. Zuerst wurde die Melodie für zwei Lieder über die Hinrichtung des Mitglieds der Deutschen Nationalversammlung Robert Blum im Anschluss an den Wiener Oktoberaufstand 1848 verwendet, später für Soldatenlieder im Deutsch-Dänischen Krieg von 1864 und im Deutsch-Französischen Krieg von 1870. Eine weitere bekannte Textfassung ist das als Lied der Jugend 1910 in der Zeitschrift Arbeiter-Jugend veröffentlichte und später als Kampflied der Arbeiterjugend verwendete Dem Morgenrot entgegen. Von den Nationalsozialisten beansprucht wurde das historische Lied mit einem Text über die Hinrichtung Albert Leo Schlageter 1923.

## Geschichte
Keltischer und germanischer Schlachtengesang ist schon aus der Antike überliefert. Der Barritus ist ein seit dem 1. Jahrhundert schriftlich belegter Schlachtgesang germanischer Stämme. Dazu zählt auch weitgehend das Soldatenlied als traditioneller Bestandteil der Militärmusik.
In der Alten Eidgenossenschaft kursierten diverse Lieder über militärische Erfolge in Schlachten und Kriegen. Sie wurden von Gelehrten gesammelt und in Form von Flugschriften verbreitet.
Luthers Choral Ein feste Burg ist unser Gott wurde von Friedrich Engels als „Marseillaise der Bauernkriege“ bezeichnet. Als Ausgangspunkt des modernen Kampflieds ist aber die Französische Revolution mit ihren Massenheeren anzusehen (Marseillaise, Ça ira etc.).
Ins Umfeld der romantischen nationalistischen Bewegungen in Italien Mitte des 19. Jahrhunderts fällt die Komposition des Kampfliedes Il Canto degli Italiani („Fratelli d’Italia“), der heutigen Nationalhymne Italiens. In Deutschland pflegte in dieser Zeit des erblühenden Nationalismus das Chorwesen, vor allem die Männergesangsvereine und Sängerfeste das zumeist national orientierte politische Kampflied; in der Arbeiterbewegung verbreitete sich das Arbeiterlied.
In den politischen Auseinandersetzungen der 1920er- und 1930er-Jahre wurden zum Teil dieselben Melodien (mit unterschiedlichem Text) als politische Kampflieder der Rechten und Linken eingesetzt, beispielsweise das Lied Auf, auf zum Kampf!. Das vornehmlich in der KP gepflegte Lied der Jugend („Dem Morgenrot entgegen, ihr Kampfgenossen all …“) verwendete die Melodie des Andreas-Hofer-Liedes. Die sentimentale Ballade vom Tod des Kleinen Trompeters existiert ebenfalls in einer „Rotgardisten“- und einer „Hakenkreuzler“-Variante. Aus Brüder, zur Sonne, zur Freiheit wurde schon ab 1927 bei den Nationalsozialisten „Brüder in Zechen und Gruben“ und in der SA Brüder formiert die Kolonnen.
Heute werden politische Kampflieder in Europa selten gesungen, im massenhaften (Männer-)Gesang dominieren die „Fußball-Schlachtgesänge“, häufig Varianten bekannter Popsongs. Britische Fans singen aber bei Länderspielen auch den patriotischen Refrain von Rule, Britannia!.

## Liste bekannter Kampflieder

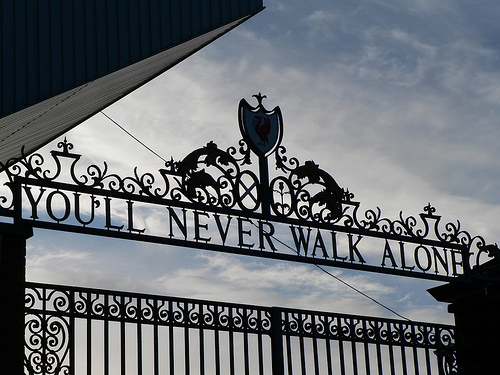
Anfield-Stadion, Liverpool

### Fußball-Schlachtgesänge
- Go West
- So ein Tag, so wunderschön wie heute!
- Oh, wie ist das schön!
- You’ll Never Walk Alone
- Yellow Submarine
- We Are the Champions

### Bürgerlieder
- Bürgerlied

### Bürgerrechtsbewegung
- We Shall Overcome, ursprünglich von der amerikanischen Gewerkschafts- und der afro-amerikanischen Bürgerrechtsbewegung ausgehend, fand das Lied in den 1960er- und 1970er-Jahren Eingang in die westeuropäische Jugend- und Friedensbewegung
- Venceremos, ein politisches Kampflied aus Chile zur Zeit der Unidad Popular hat heute in der spanischsprachigen Welt eine ähnliche Bedeutung wie We Shall Overcome.

### Soldatenlieder
Deutsch (Vor oder nach der Zeit des Nationalsozialismus):
- O Deutschland hoch in Ehren
- Westerwaldlied (Heute wollen wir marschier’n ...)
- Argonnerwaldlied
- Schwarzbraun ist die Haselnuss
- ursprüngliche Version von Als die goldne Abendsonne
- ursprüngliche Version von Mein Regiment, mein Heimatland
- Das Schnellbootlied
- Lilli Marleen
- Frühmorgens singt die Amsel
- Heidemarie
- Wenn wir marschieren

Britisch:
- It’s a Long Way to Tipperary
- We’re Going to Hang out the Washing on the Siegfried Line

Französisch
- Verdun, on ne passe pas

Russisch/Sowjetisch:
- Der heilige Krieg
- Partisanen vom Amur

Niederländisch:
- Merck toch hoe sterk

### Freiheitslieder
Deutsch:
- Vaterlandslied (Der Gott, der Eisen wachsen ließ)
- Die Moorsoldaten
- Die Gedanken sind frei

Niederländisch:
- Het Wilhelmus

### Deutsches Kaiserreich (in quasi offizieller Funktion)
- Die Wacht am Rhein (1840/54)

### Kampflieder der Arbeiterbewegung
- Bandiera rossa
- Brüder, zur Sonne, zur Freiheit
- Arbeiterbundeslied
- Der heimliche Aufmarsch
- Die Arbeiter von Wien
- Die Internationale
- Einheitsfrontlied
- Lied der Arbeit
- Wann wir schreiten Seit’ an Seit’
- Warschawjanka
- Leunalied (,,Bei Leuna sind viele gefallen")

Einige dieser Lieder wurden in der Melodie später von den Nationalsozialisten aufgegriffen und auch an den Text teilweise angelehnt, um einen Wiedererkennungseffekt zu erzeugen.

### Kampflieder der „Rechten“ in Europa
- Cara al Sol (Franquismus)
- Evo zore, evo dana (Ustascha)
- Giovinezza (Italienischer Faschismus)
- Le donne non ce vogliono più bene (Italienischer Faschismus)

### Kampflieder der Nationalsozialisten in Deutschland (Auswahl)
(siehe auch: Lieder der Nationalsozialisten)
- Horst-Wessel-Lied (ab 1933 Parteihymne der NSDAP)
- Siehst du im Osten das Morgenrot (Volk ans Gewehr)
- Brüder in Zechen und Gruben, angelehnt an das bekannte Arbeiterlied Brüder, zur Sonne, zur Freiheit
- Es zittern die morschen Knochen (Heute da hört uns Deutschland), Lied des Reichsarbeitsdienstes
- Ein junges Volk steht auf, Lied der Hitlerjugend
- Vorwärts! Vorwärts! schmettern die hellen Fanfaren bzw. Unsre Fahne flattert uns voran, Fahnenlied der Hitler-Jugend[13]
- Die braune Kompanie
- Sturmlied
- Kampflied der Nationalsozialisten (Die braunen Soldaten)
- Deutschland erwache
- Hitlerleute, angelehnt an die Hymne der faschistischen Bewegung Italiens Giovinezza
- Deutschland du Land der Treue
- Das Hakenkreuzlied
- Die Hitlerleute (Kameraden, lasst erschallen)
- Durch Groß-Berlin marschieren wir/ Durch deutsches Land marschieren wir
- 70 Millionen, ein Schlag
- In München sind viele gefallen, angelehnt an das Arbeiterlied Bei Leuna sind viele gefallen, Lied in Gedenken an die ums Leben gekommenen Nationalsozialisten des Münchner Hitlerputsches
- Hitlernationale, Verballhornung der sehr bekannten Hymne der Arbeiterbewegung Die Internationale
- Auf, auf, zum Kampf
- Die Jugend marschiert, Lied der Hitlerjugend
- Der Führer ruft SA voran

### Soldatenlieder zur Zeit des Nationalsozialismus
- Engeland-Lied / Matrosenlied (denn wir fahren gegen Engeland...)
- Rußlandlied (Von Finnland bis zum Schwarzen Meer ...)
- SS marschiert in Feindesland
- Sieg Heil, Viktoria
- Flieg deutsche Fahne, Flieg
- Lied der Leibstandarte SS Adolf Hitler
- Lied der Panzergrenadiere
- diverse weitere Lieder, die erst durch umfangreiche Veränderung des Textes missbraucht und zu nationalsozialistischen Propagandaliedern gemacht wurden, zum Beispiel Als die goldne Abendsonne, Mein Regiment, mein Heimatland

### Soldatenlieder zur Zeit des Nationalsozialismus, die keine Anspielungen auf das NS-Regime aufweisen
- Panzerlied (Ob´s stürmt oder schneit)

### Politisch-religiöse Kampflieder
- Bogurodzica (vermutlich Ende des 14. oder Anfang des 15. Jahrhunderts), anlässlich der Schlacht bei Tannenberg
- Ktož jsú boží bojovníci, Kampflied der Hussiten
- Ein feste Burg ist unser Gott
- The Battle Hymn of the Republic, Kampflied der Unionstruppen im amerikanischen Bürgerkrieg[14]
- Nun danket alle Gott / Choral von Leuthen

## Liste bekannter Kampfliederbücher
- Nationalsozialistische Deutsche Arbeiter-Partei, Gau Koblenz-Trier (Hrsg.): Sturm- und Kampf-Lieder für Front und Heimat, Verlag: Propaganda-Verlag Paul Hochmuth, ab 1940/1941, 126 Seiten
- Little Red Songbook

## Aufnahmen/Tonträger
- Wann wir schreiten Seit an Seit. Hymnen und Kampflieder der Arbeiterbewegung. Audio-CD, Phonica (Das Ohr), 2004